# Astragalus pecten-erinis
Astragalus pecten-erinis är en ärtväxtart som beskrevs av I.Deml. Astragalus pecten-erinis ingår i släktet vedlar, och familjen ärtväxter. Inga underarter finns listade i Catalogue of Life.